# San Luis Potosí (oraș)
San Luis Potosí este un oraș din Mexic, capitala statului federal San Luis Potosí.